# Leptochilus atlanticus
Leptochilus atlanticus är en stekelart som beskrevs av Lucien Berland 1943. Leptochilus atlanticus ingår i släktet Leptochilus och familjen Eumenidae. Inga underarter finns listade i Catalogue of Life.